# Marie Touchet
Marie Touchet (1549 – 28 martie 1638), a fost metresa regelui Carol al IX-lea al Franței.

## Biografie
Deși născută în burgheza familie Orléans, fiica huguenotului Jean Touchet și a Mariei Mathy "a avut locul ei la curte la fel ca orice doamnă de prima clasă" (Le Laboureur, istoric). Numele ei anagramat era Je Charme Tout (literele I și J erau considerate interșanjabile) însemnând "Eu farmec tot". Henric al III-lea de Navara a fost responsabil pentru acest joc de cuvinte inteligent.
La sfârșitul adolescenței, a fost metresa regelui Carol al IX-lea al Franței. În 1573 i-a născut regelui un fiu, Carol de Valois. A fost singurul fiu al regelui; doar un an mai târziu regele moare iar fiul său și al Mariei este încredințat fratelui mai mic și succesorul regelui, Henric al III-lea al Franței. Noul rege a fost credincios dorințelor fratelui său și l-a crescut pe micul Carol. Marie Touchet a primit o pensie pentru serviciile aduse lui Carol al IX-lea și a continuat să facă parte din cercul regal.
Marie s-a căsătorit cu marchizul Charles Balzac d'Entragues iar în 1579 a născut-o pe Catherine Henriette de Balzac d'Entragues. Catherine Henriette va călca pe urmele mamei sale, mai târziu devenind metresa regelui Henric al IV-lea al Franței. Marie a murit la Paris.
1. ↑  Find a Grave
2. ↑  Le Monde, 23 iulie 2020